# Pelíšky
Pelíšky (titolo internazionale: Cozy Dens) è un film ceco del 1999 diretto da Jan Hřebejk.
È in parte basato sulla raccolta di racconti umoristici Hovno Hoří di Petr Šabach, pubblicata nel 1994. Il film è ambientato a Praga e vede protagonisti importanti attori cechi e slovacchi (ad esempio Boleslav Polívka e Emília Vášaryová). Narra la vita quotidiana di due famiglie vicine, spesso in conflitto a causa delle loro diverse ideologie politiche (pro-comunista e anticomunista).

## Trama
Il film è ambientato nel periodo che va dal Natale 1967 alla Primavera di Praga 1968. La trama è narrata da Michal Šebek (Michael Beran), un membro della famiglia Šebkovi (i vicini del piano di sotto) e figlio di ufficiale dell'esercito e convinto pro-comunista. Michal è innamorato della sua vicina di sopra Jindřiška Krausová (Kristýna Nováková) che è innamorata del suo compagno di classe Elien ed è la figlia di un eroe di guerra, convinto nazionalista e anti-comunista.
Le interazioni quotidiane tra le due famiglie creano situazioni molto divertenti e sono ciò che guida la storia. Altro strumento utilizzato per sviluppare la storia è il contrasto nella visione della vita tra le diverse generazioni: mentre i genitori di Michal e Jindřiška si odiano per motivi politici, i due giovani non mostrano alcun interesse per il mondo politico e, nonostante non ci sia corrispondenza d'amore tra i due, la loro amicizia fa sì che le due famiglie inizino a tollerarsi di più. Alla fine del film, il padre di Jindřiška sposa un'insegnante parente della famiglia Šebkovi e le due famiglie si uniscono a tutti gli effetti, lasciandosi alle spalle i loro conflitti. Il giorno dopo il matrimonio, le truppe del Patto di Varsavia invadono la Cecoslovacchia e la famiglia Kraus fugge ufficialmente in Inghilterra per la "luna di miele".

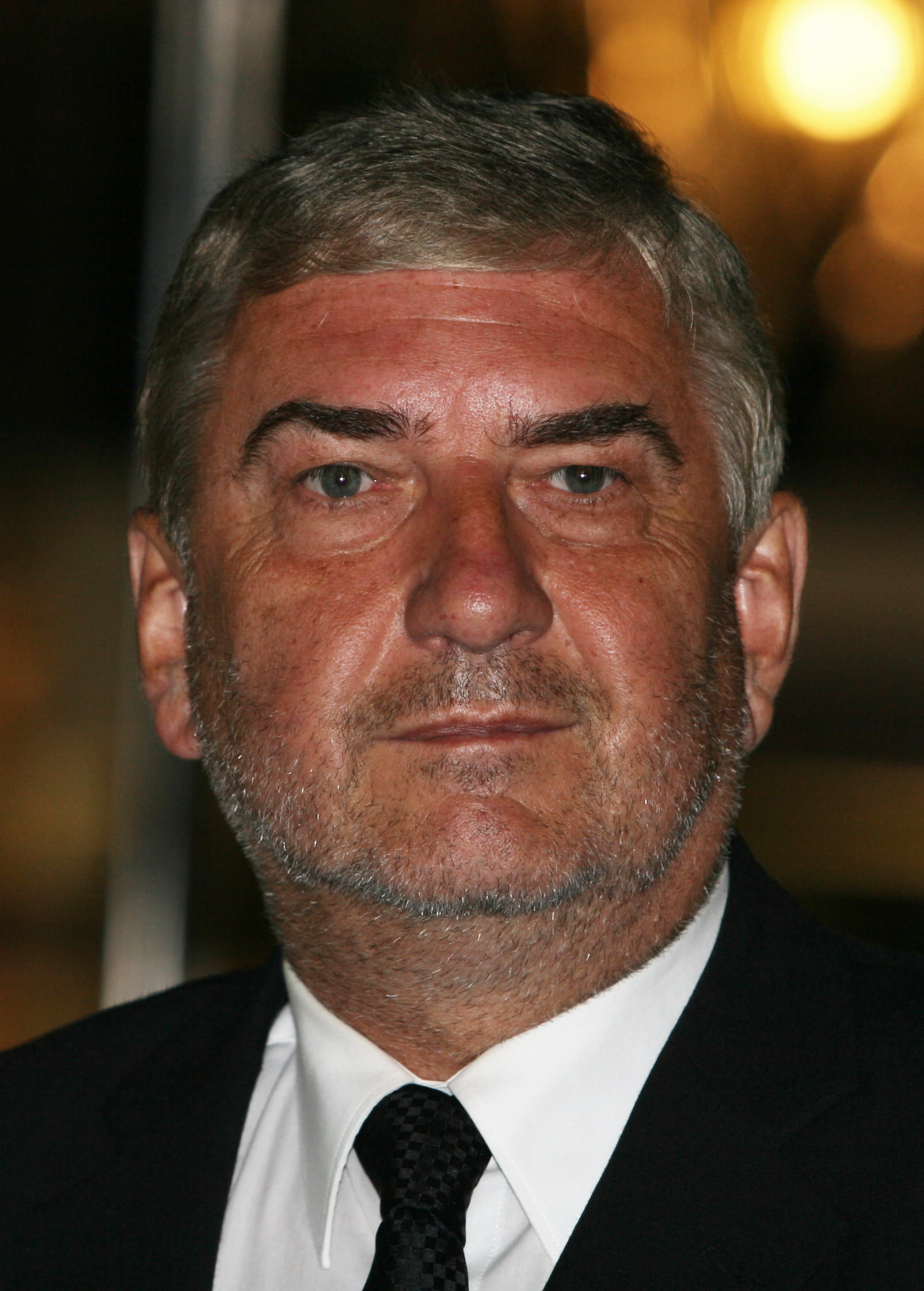
Miroslav Donutil al 43º Festival Internazionale del Cinema di Karlovy Vary

## Produzione

### Riprese
Le riprese del film sono durate 6 anni e si sono svolte a Košíře, zona residenziale di Praga 5 e nella riserva naturale di Prokopské Údolí.  In precedenza, il film doveva essere un film TV in due parti.

### Colonna sonora
La colonna sonora del film è stata pubblicata nel 1999 da Sony Music/Bonton ora conosciuta solo come Sony Music Entertainment.  Dura 62:52 minuti e in termini di genere rispecchia gli anni di ambientazione della trama. Include parti del dialogo del film e vari musicisti cechi e slovacchi. Sebbene alcune canzoni abbiano il testo in inglese, sono cantate da artisti cechi e slovacchi: Soulmen, Matadors, The Blue Effect.

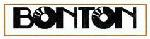
Logo vecchio della Bonton Music

| 01. | Sluneční hrob                                                                                           | The Blue Effect      | 3:22 |
| 02. | Dvě dávky... - Miroslav Kaman, Jaroslav Dušek (dialogo)                                                 |                      | 1:16 |
| 03. | Tu kytaru jsem koupil kvůli tobě                                                                        | Václav Neckář        | 3:27 |
| 04. | Nebe na zemi                                                                                            | Boleslav Polívka     | 2:32 |
| 05. | Kozačky... - Kristýna Nováková, Michael Beran, Ondřej Brousek (dialogo)                                 |                      | 0:23 |
| 06. | Povídej                                                                                                 | Petr Novák, Flamengo | 2:03 |
| 07. | Něco jako příbuzný... - Kristýna Nováková, Michael Beran (dialogo)                                      |                      | 0:45 |
| 08. | Pojď se mnou, lásko má                                                                                  | Waldemar Matuška     | 3:23 |
| 09. | Dávám bolševikovi rok... - Emília Vašáryová, Jiří Kodet (dialogo)                                       |                      | 0:22 |
| 10. | Čerešně                                                                                                 | Hana Hegerová        | 3:00 |
| 11. | Nerozbitná sklenička... - Miroslav Donutil, Boleslav Polívka, Silvie Koblížková (dialogo)               |                      | 0:56 |
| 12. | Ajo mama                                                                                                | Kučerovci            | 2:17 |
| 13. | Gagarinův bratr... - Miroslav Donutil, Michael Beran (dialogo)                                          |                      | 0:26 |
| 14. | La muhler renderia                                                                                      | Kučerovci            | 3:00 |
| 15. | Maršál Malinovskij... - Stella Zázvorková. Simona Stašová, Miroslav Donutil, Boleslav Polívka (dialogo) |                      | 1:39 |
| 16. | Je po dešti                                                                                             | Judita Čeřovská      | 3:17 |
| 17. | Vyděržaj, pijaněr... - Eva Holubová, Jaroslav Dušek, Marek Morvai-Javorský (dialogo)                    |                      | 0:31 |
| 18. | Lékořice                                                                                                | Václav Neckář        | 2:53 |
| 19. | Noky... - Emília Vašáryová, Kristýna Nováková, Jiří Kodet (dialogo)                                     |                      | 0:33 |
| 20. | Santa Lucia                                                                                             | Karel Gott           | 2:06 |
| 21. | Kde udělali soudruzi z NDR chybu?... - Miroslav Donutil, Boleslav Polívka, Jiří Kodet (dialogo)         |                      | 1:00 |
| 22. | Mrholí                                                                                                  | Waldemar Matuška     | 3:25 |
| 23. | Hoří hovno?... - Eva Holubová, Jaroslav Dušek, Marek Morvai-Javorský (dialogo)                          |                      | 0:31 |
| 24. | Trezor                                                                                                  | Karel Gott, Olympic  | 1:53 |
| 25. | Proletáři všech zemí... - Jiří Kodet (dialogo)                                                          |                      | 0:16 |
| 26. | Get Down From The Tree                                                                                  | Matadors             | 3:26 |
| 27. | Baby Do Not Cry                                                                                         | Soulmen              | 4:01 |
| 28. | I Wish I Were                                                                                           | Soulmen              | 2:01 |
| 29. | Snakes                                                                                                  | Blue Effect          | 2:23 |
| 30. | Průměrná ženská... - Miroslav Donutil, Boleslav Polívka (dialogo)                                       |                      | 0:30 |

### Doppiaggio
Il film è doppiato in ceco (originale) e russo e ci sono sottotitoli in diverse lingue.

## Riconoscimenti
Karlovy Vary International Film Festival, 1999
- Premio FIPRESCI - Jan Hřebejk[5]

Premi Leone ceco, 1999
- Miglior film (premio del pubblico)
- Miglior attore - Jiří Kodet

- Migliore locandina del film - Aleš Najbrt

Pilsen Film Festival, 1999
- Premio del pubblico cinematografico più popolare - Jan Hřebejk

Pilsen Film Festival, 2000
- Miglior attore (premio del pubblico) - Jiří Kodet
- Migliore attrice (premio del pubblico) - Eva Holubová